# Kūmās
Kūmās (persiska: کوماس) är en ort i Iran.   Den ligger i provinsen Lorestan, i den västra delen av landet, 400 km sydväst om huvudstaden Teheran. Kūmās ligger 1 245 meter över havet och antalet invånare är 255.
Terrängen runt Kūmās är kuperad.Runt Kūmās är det ganska tätbefolkat, med 72 invånare per kvadratkilometer. Närmaste större samhälle är Vasīān, 12,3 km nordväst om Kūmās. Omgivningarna runt Kūmās är i huvudsak ett öppet busklandskap.